# Michel Worms
Pour les articles homonymes, voir Worms.
Michel Worms (1932-2003) est un réalisateur français.

## Biographie
Michel Worms a d'abord travaillé comme assistant réalisateur, principalement avec Georges Franju.
Auteur de plusieurs projets qui n'ont pu aboutir, il a réalisé un seul long métrage, La Modification, adaptation du roman de Michel Butor.

## Filmographie

### Assistant réalisateur
- 1952 : Le Grand Méliès de Georges Franju
- 1952 : Hôtel des Invalides de Georges Franju
- 1954 : Les Poussières de Georges Franju
- 1963 : Judex de Georges Franju
- 1965 : Thomas l'imposteur de Georges Franju

### Réalisateur
- 1970 : La Modification